# チッペワ郡 (ミネソタ州)
チッペワ郡（英: Chippewa County）は、アメリカ合衆国ミネソタ州の西部に位置する郡である。2010年国勢調査での人口は12,441人であり、2000年の13,088人から4.9％減少した。郡庁所在地はモンテビデオ市（人口5,383人）であり、同郡で人口最大の都市でもある。

## 地理
アメリカ合衆国国勢調査局に拠れば、郡域全面積は587.83平方マイル (1,522.5 km2)であり、このうち陸地582.80平方マイル (1,509.4 km2)、水域は5.02平方マイル (13.0 km2)で水域率は0.85％である。

### 湖
チッペワ郡には3つの湖がある。

### 主要高規格道路
| - アメリカ国道59号線 - アメリカ国道212号線 - ミネソタ州道7号線 - ミネソタ州道23号線 | - ミネソタ州道29号線 - ミネソタ州道40号線 - ミネソタ州道277号線 |

### 隣接する郡
- スウィフト郡 - 北
- カンディヨーハイ郡 - 北東
- レンビル郡 - 南東
- イエローメディスン郡 - 南西
- ラクキパール郡 - 西

## 人口動態

2000人口ピラミッド

以下は2000年国勢調査による人口統計データである。
| 基礎データ - 人口: 13,088人 - 世帯数: 5,361 世帯 - 家族数: 3,597 家族 - 人口密度: 9人/km2（22人/mi2） - 住居数: 5,855軒 - 住居密度: 4軒/km2（10軒/mi2） 人種別人口構成 - 白人: 96.78% - アフリカン・アメリカン: 0.18% - ネイティブ・アメリカン: 1.00% - アジア人: 0.30% - 太平洋諸島系: 0.02% - その他の人種: 0.94% - 混血: 0.79% - ヒスパニック・ラテン系: 1.92% 先祖による構成 - ノルウェー系：37.8％ - ドイツ系：36.8％ 年齢別人口構成 - 18歳未満: 25.4% - 18-24歳: 7.1% - 25-44歳: 24.5% - 45-64歳: 23.0% - 65歳以上: 20.0% - 年齢の中央値: 40歳 - 性比（女性100人あたり男性の人口） - 総人口: 94.8 - 18歳以上: 91.3 | 世帯と家族（対世帯数） - 18歳未満の子供がいる: 31.2% - 結婚・同居している夫婦: 57.0% - 未婚・離婚・死別女性が世帯主: 6.6% - 非家族世帯: 32.9% - 単身世帯: 29.5% - 65歳以上の老人1人暮らし: 15.7% - 平均構成人数 - 世帯: 2.39人 - 家族: 2.96人 収入と家計 - 収入の中央値 - 世帯: 35,582米ドル - 家族: 45,160米ドル - 性別 - 男性: 30,556米ドル - 女性: 20,384米ドル - 人口1人あたり収入: 18,039米ドル - 貧困線以下 - 対人口: 8.6% - 対家族数: 4.8% - 18歳未満: 9.8% - 65歳以上: 9.3% |

## 都市と郡区
| 都市                                                                                                 | 郡区 | 郡区 |
| --- | --- | --- |
| - クララシティ - グラニットフォールズ † - メイナード - ミラン - モンテビデオ - 郡庁所在地 - ワトソン | - ビッグベンド - クレート - グレイス - グラニットフォールズ - ハブロック - クラジェロ - リーンスロップ - ローンツリー | - ルーリストン - マント - リーダーランド - ローズウッド - スパルタ - ストーンハム - タンズバーグ - ウッズ |

- † グラニットフォールズの一部が郡内に入っている。その大半はイエローメディスン郡内にある

## 気候と気象
近年、モンテビデオ市の平均気温は1月に最低の2°F (-17 ℃)、7月に最高の83°F (28 ℃) を記録したが、過去最低は1970年1月の-37°F (-38 ℃)、過去最高は1988年7月の110°F (43 ℃) である。月間平均降水量は12月の0.86インチ (22 mm) から6月の4.24インチ (108 mm) まで変化する。